# Bohuslän (skulptur)

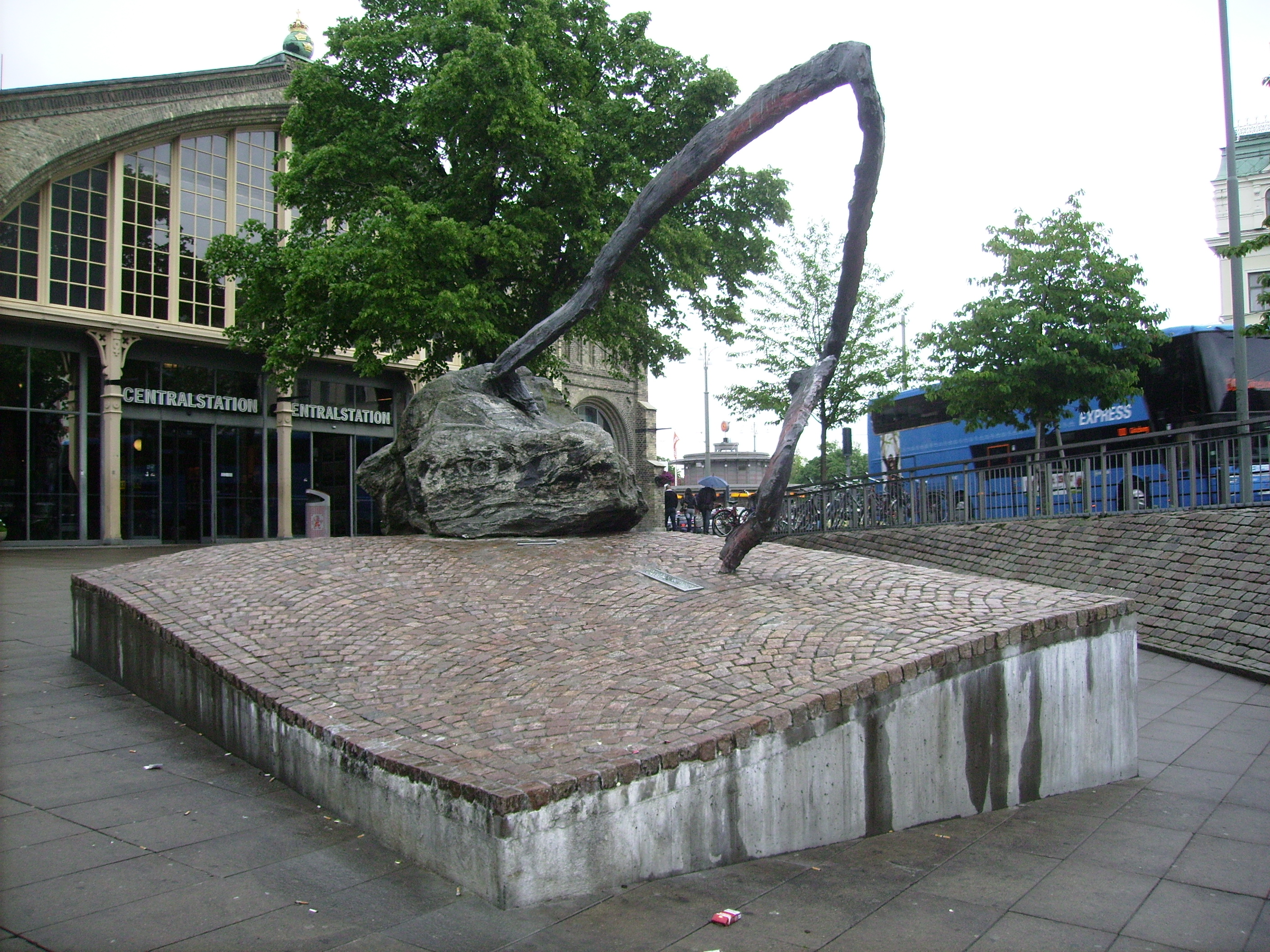
Bohuslän

Bohuslän är en skulptur utanför Göteborgs centralstation i stadsdelen Nordstaden.
Skulpturen utfördes i brons, natursten och gatsten av Claes Hake 1983. Det beställdes av Statens konstråd och donerades av Jernhusen till Göteborgs stad. Skulpturen flyttades till sin nuvarande plats 2009 från ett järnvägsspår vid Centralstationen.